# Качеишвили, Георгий
Георгий Качеишвили (род. 10 февраля 1977) — грузинский шахматист и шахматный тренер, гроссмейстер (1997).
Двукратный чемпион Грузии (1997, 2006), в 2000 стал вице-чемпионом страны. В 2009 году победитель командного чемпионата США в составе сборной Нью-Йорка (получил также приз за самую красивую партию)
В составе сборной Грузии участник трёх шахматных олимпиад (2000, 2004, 2006) и пяти командных чемпионатов Европы (1992, 1997, 1999, 2001 и 2003, в последнем случае завоевал с командой бронзовые медали). Участник личного чемпионата мира по шахматам 2004 года под эгидой ФИДЕ (проиграл в первом раунде Василиосу Котрониасу).
В начале 1990-х годов тренировал будущую победительницу молодёжного (до 26 лет) чемпионата мира и многократную чемпионку Грузии Нино Хурцидзе. В 2009—2010 годах тренировал Ирину Круш, в 2010 году завоевавшую третий титул чемпионки США.

## Изменения рейтинга
| Графики недоступны из-за технических проблем. См. информацию на Фабрикаторе и на mediawiki.org. |